# Bizarre (Rapper)
Bizarre, auch bekannt als Red Head, eigentlich Rufus Arthur Johnson (* 5. Juli 1976 in Detroit, Michigan) ist ein US-amerikanischer Rapper. Seine größten Erfolge feierte er ab 2000 als Mitglied der Rapgruppe D12. Die Herkunft des Namens Bizarre ist auf seine Kindheit zurückzuführen. In der Schule wurde er von den Lehrern aufgrund seines auffälligen Verhaltens „Bizarre kid“ (engl. etwa Seltsames Kind) genannt. Seinen Alter Ego Red Head erschuf er im Zusammenhang zu seinen rot gefärbten Haaren.

## Leben
Johnson begann seine musikalische Laufbahn an der Seite von Rah Digga und Eminem in der Band The Outsidaz. 1998 veröffentlichte er unter dem Titel Attack Of The Weirdos seine erste Solo-EP. Mit der zugehörigen Single What, What landete er einen Untergrund-Erfolg.
Im Jahr 2000 war Bizarre als Mitglied der Rapgruppe D12 erstmals auf dem Album The Marshall Mathers LP des Rapstars Eminem auf zwei Liedern zu hören. Ebenfalls produziert von Eminem entstand 2001 das erste Album Devils Night von D12. Im Jahr 2004 folgte das ebenso erfolgreiche Album D12 World. Innerhalb der Band ist Bizarre bekannt für seine extremen Texte, in denen er Themen wie Vergewaltigung, Drogenkonsum, Transvestiten, Bisexualität, Urophilie und Inzest aufgreift.
Unter dem Titel Hannicap Circus erschien im Juni 2005 das Debütalbum von Bizarre, bei dem wiederum Eminem als Produzent für die Single Rockstar verantwortlich war.
Am 9. Oktober 2007 erschien Bizarres zweites Soloalbum Blue Cheese ‘n’ Coney Island über Koch Records. Als erste Single wurde das Lied Fat Boy ausgekoppelt. Es folgte So Hard im Januar 2008, welches zusammen mit Monica Blair aufgenommen wurde.
Ende 2008 erschien das Mixtape Hate Music, auf welchem unter anderem neue Lieder mit Eminem und Obie Trice zu finden sind und 2010 wurde das dritte Studioalbum Friday Night at St. Andrews veröffentlicht.
Am 18. Januar 2021 gab Johnsons Management auf Instagram bekannt, dass er sich infolge einer TIA in notfallmedizinische Behandlung begeben musste. Sein Zustand sei stabil.

## Diskografie

### Studioalben
- 2005: Hannicap Circus
- 2007: Blue Cheese & Coney Island
- 2010: Friday Night at St. Andrews

### Mixtapes
- 2008: Hate Music
- 2009: Liquor, Weed & Food Stamps
- 2012: This Guy’s a Weirdo
- 2013: Laced Blunts
- 2014: Laced Blunts 2
- 2015: Dab Life

### EPs
- 1998: Attack of the Weirdos

### Singles
- 2005: HipHop
- 2005: Rockstar
- 2007: Fat Boy
- 2007: So Hard (feat. Monica Blair)
- 2010: Mic Check
- 2010: Believer (feat. Tech N9ne & Nate Walka)
- 2010: Rap’s Finest (feat. Kuniva, Seven the General & Royce da 5′9″)
- 2014: Pray 4 Me